# بیخدن
بیخدن (به هلندی: Beegden) یک منطقهٔ مسکونی در هلند است که در Maasgouw واقع شده‌است. بیخدن ۱٬۸۰۰ نفر جمعیت دارد.